# Công giáo tại Tunisia

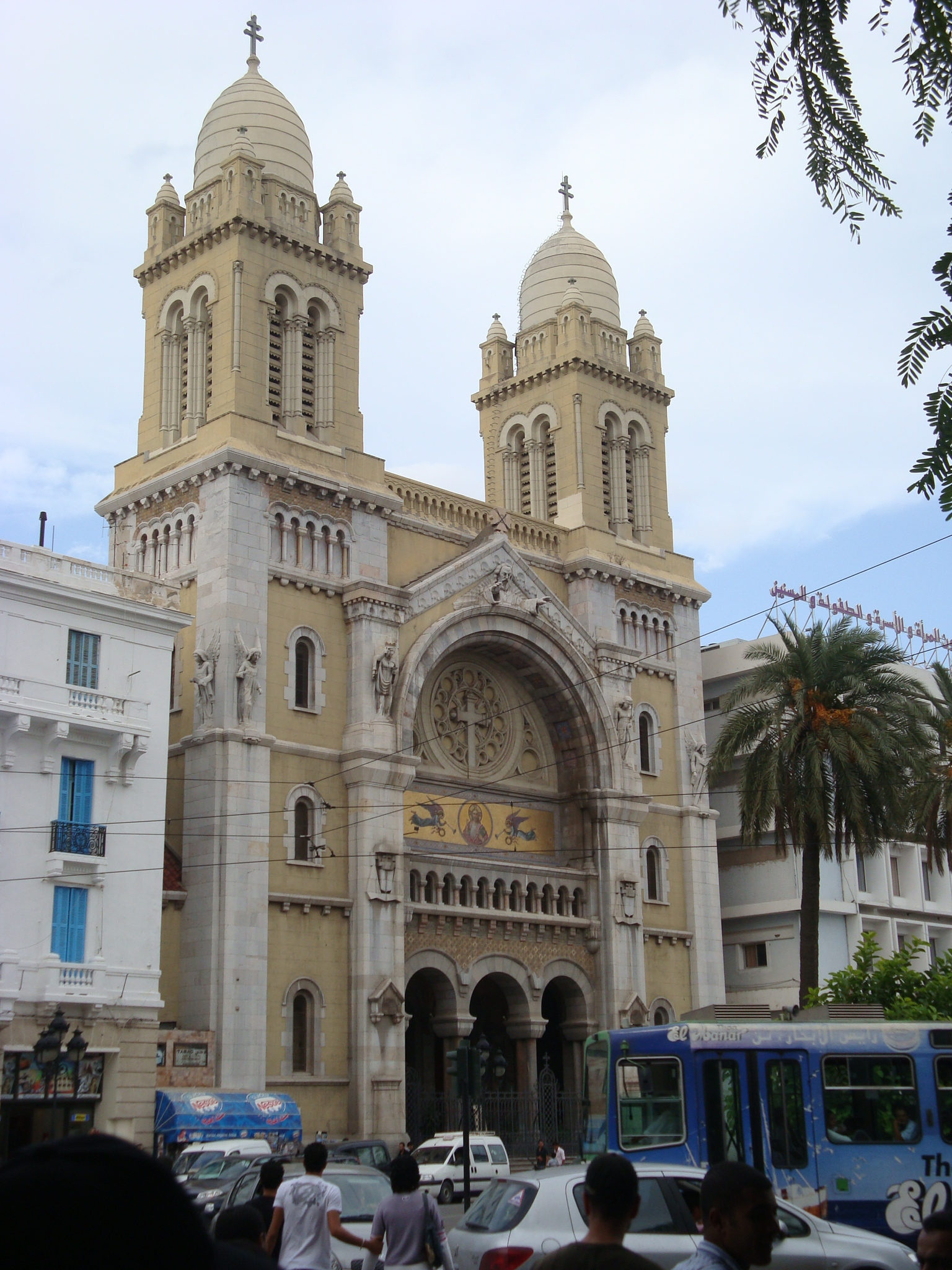
Nhà thờ chính tòa Thánh Vincentius de Paul tại thành phố Tunis hiện là ngôi nhà thờ chính tòa duy nhất tại đất nước này.

Giáo hội Công giáo tại Tunisia (tiếng Ả Rập: الكنيسة الكاثوليكية في تونس) là một bộ phận của Giáo hội Công giáo toàn cầu, đặt dưới sự lãnh đạo tinh thần của Giáo hoàng tại Roma. Vào năm 2004, có khoảng 20.000 tín hữu Công giáo sinh sống tại đất nước này (chiếm 0,21% tổng dân số). Đến năm 2020, ước tính số lượng tín hữu Công giáo tại Tunisia đã tăng lên 30.440 người, theo Annuario Pontificio, trong khi đó số liệu của Báo cáo Tự do Tôn giáo Quốc tế năm 2022 cho hay lượng tín hữu Công giáo sinh sống tại nước này ước tính là 24.000 người.
Giáo hội Công giáo tại Tunisia được tổ chức thành một giáo phận duy nhất, đó là Tổng giáo phận Tunis.

## Lịch sử

### Thời kỳ Trung Cổ
Vào giữa thế kỷ 11, thì toàn châu Phi chỉ còn năm tòa giám mục, như theo lời của thánh Giáo hoàng Leo IX viết trong một bức thư để can thiệp vào cuộc tranh giành quyền ưu tiên giữa tổng giám mục Carthage – thủ lãnh Giáo hội Công giáo tại châu Phi, và giám mục Gummi-Mahdia – người có được sự ủng hộ của các lãnh chúa địa phương. Chân phước Aegidius thành Assisi cùng một vài thầy dòng Phan Sinh đã đến thành Tunis vào năm 1219 thể rao giảng Kitô giáo cho các tín hữu Islam giáo tại đây; tuy vậy giáo dân Kitô giáo tại thành Tunis đã đẩy họ lên một con thuyền khác để đưa về nước vì lo sợ bị người Islam giáo trả đũa.

## Danh mục
- Lower, Michael (tháng 7 năm 2014). "The Papacy and Christian Mercenaries of Thirteenth-Century North Africa". Speculum. 89 (3): 601–631. doi:10.1017/S0038713414000761. Truy cập ngày 12 tháng 5 năm 2024.
- Lower, Michael (ngày 20 tháng 10 năm 2016). "Medieval European Mercenaries in North Africa". Trong France, John; DeVries, Kelly; Rogers, Clifford J. (biên tập). Journal of Medieval Military History (bằng tiếng Anh). Boydell & Brewer. tr. 119–120. ISBN 978-1-78327-130-6. Truy cập ngày 11 tháng 5 năm 2024.
- Whalen, Brett Edward (2011). "Corresponding with Infidels: Rome, the Almohads, and the Christians of Thirteenth-Century Morocco". Journal of Medieval and Early Modern Studies. 41 (3): 487–513. doi:10.1215/10829636-1363927. ISSN 1082-9636. Truy cập ngày 12 tháng 5 năm 2024.